# "le 5 eme Anniversaire" L'Histoire de 2000 a 2005
『"le 5 eme Anniversaire" L'Histoire de 2000 a 2005』（ル サンク エム アニベルセール リストワール ド ドゥミル ア ドゥミルサンク）は、GARNET CROWの3枚目のライブDVDである。2005年5月20日発売。発売元はGIZA studio。

## 解説
DISC1は、メジャーデビューから5周年を記念して制作された、デビューから2005年までの活動の軌跡を刻んだ映像集。DISC2には、2005年の年始に開催された3度目のライブツアー『livescope 2005 〜I'm waiting 4 you & live〜』を収録している。
発売後のオリコンデイリーチャート1位。音楽類週間チャート3位、総合類週間チャート12位。
三方背BOX仕様で、初回限定版には未公開ライブショットを収録したオールカラー38ページのブックレット付属。

## 収録内容

### DISC1
1. Mysterious Eyes
2. Timeless Sleep
3. 夢みたあとで 〜PV&メイキング映像〜
4. 君という光
5. 忘れ咲き
6. 神戸大学学園祭ライブ
7. クリスタルゲージ〜hitoshi okamoto mix〜他

### DISC2
1. この冬の白さに
2. 夕月夜
3. 夏の幻
4. 忘れ咲き
5. flying
6. call my name
7. 冷たい影
8. Last love song
9. 水のない晴れた海へ
10. in little time
11. 夢みたあとで
12. Holy ground
13. 永遠を駆け抜ける一瞬の僕ら
14. 君 連れ去る時の訪れを
15. 二人のロケット
16. ブルーの森で
17. 恋することしか出来ないみたいに
18. Mysterious Eyes
19. 僕らだけの未来

〜Encore〜
1. 君を飾る花を咲かそう
2. 「さよなら」 とたった一言で...
3. スパイラル